# Lamien

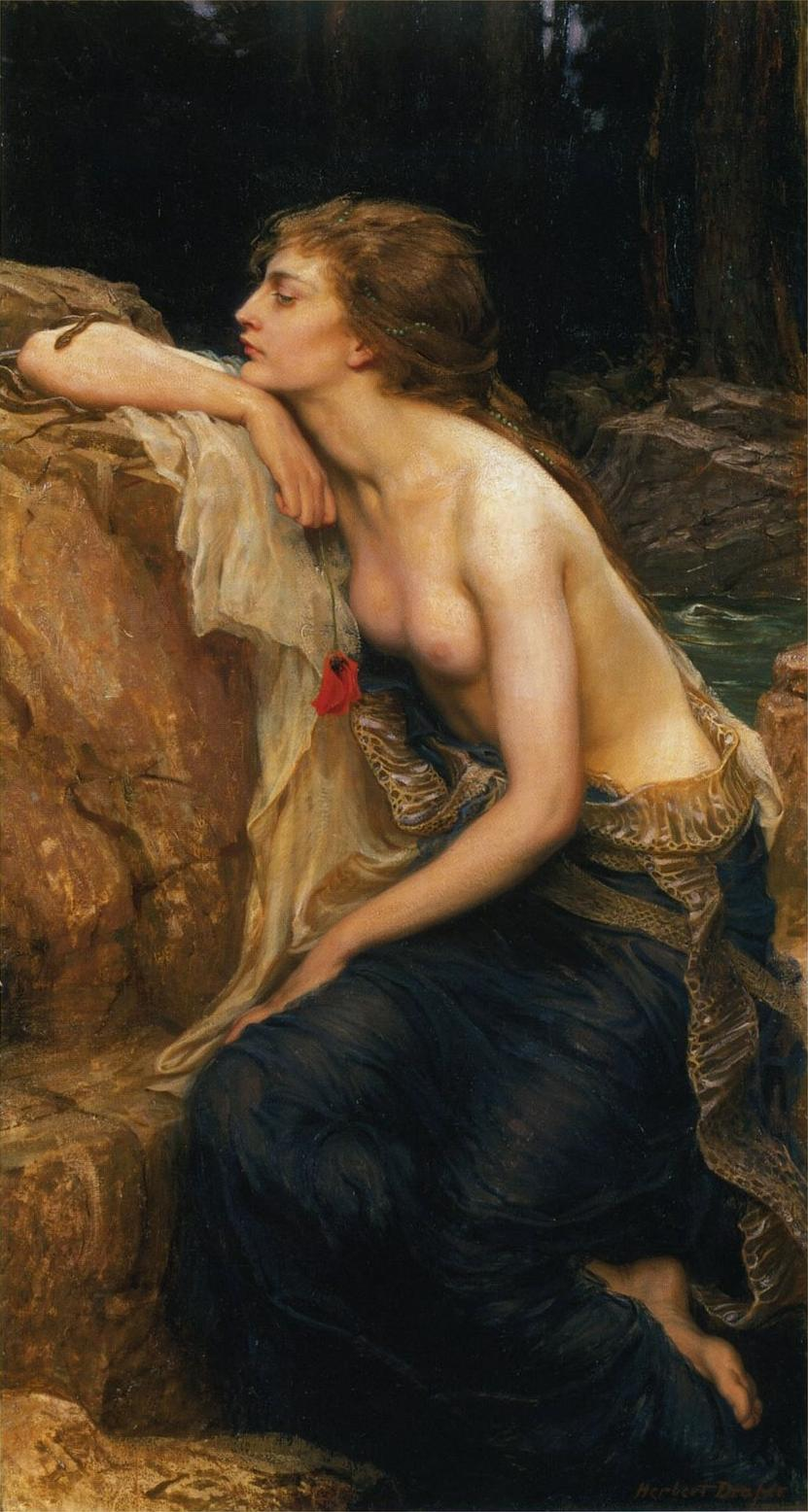
Die Lamia mit Schlange auf ihrem Arm (Gemälde von Herbert James Draper, 1909). Die Lamia wirkt hier menschlich, allerdings deutet die abgeworfene Schlangenhaut um ihre Hüfte auf ihre dämonische Natur hin.

Die Lamien (griechisch λάμιες) sollen nach einem Ungeheuer der griechischen Mythologie namens Lamia benannt worden sein. Sie sind im griechischen Volksglauben (bis heute) selbst auch dämonische, vampirähnliche Bestien. Weitere Namen für sie sind Empusen, Mormolycien oder Striges. In die moderne Vampirliteratur ist das Lamien-Thema ebenfalls eingegangen.

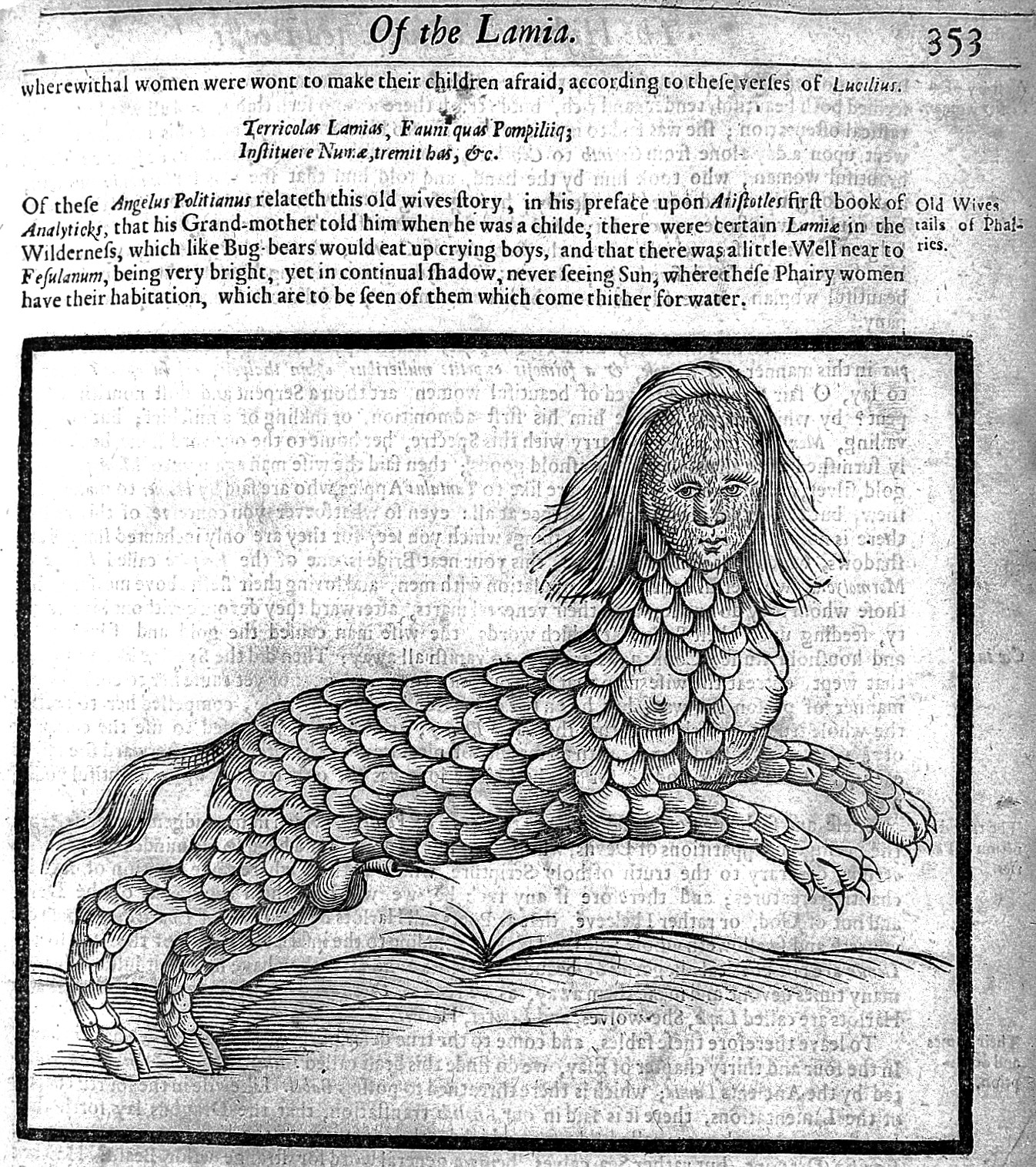
Darstellung einer Lamia, London 1658

Sie sollen ständig begierig nach jungem menschlichen Blut sein. Bevorzugt sind dabei zumeist hübsche junge Männer, welche sie mit ihrer betörenden Schönheit blenden.
Inwiefern die Figur der Lamien zur Entstehung des neuzeitlichen Vampirglaubens in Griechenland beigetragen hat, ist umstritten, da es sich bei ihnen um Dämonen, also nichtmenschliche Wesen handelte, während der Vrykolakas, der Vampir, ein Mensch war und in seinem Grab in einem Zwischendasein zwischen Leben und Tod verharrt.
Etymologisch soll das Wort Lamie vom griechischen Wort λαιμός (lämós) für Rachen, Kehle abstammen. Es wird aber auch eine Herkunft aus dem Arabischen lahama für zerfleischen, zerreißen vermutet.

## Musik
Im Laufe der Handlung des Konzeptalbums The Lamb Lies Down on Broadway von Genesis begegnet der Protagonist Rael einigen Lamia.